# Poseidón (DC Comics)
Poseidón es el nombre del dios de los mares en el universo de DC Comics que se basa en el dios griego del mismo nombre. Debido a su condición de dios griego del mar, el personaje ha figurado principalmente en historias relacionadas con dos de las principales propiedades de superhéroes de DC Comics: Mujer Maravilla (una guerrera Amazona con varias conexiones con el panteón griego) y Aquaman (el rey de la ciudad submarina de Atlántida).

## Historial de publicación
Poseidón aparece por primera vez en Flash Comics Vol. 1 #9 (septiembre de 1940) y fue adaptado por Gardner Fox y Sheldon Moldoff

## Biografía del personaje
La historia de Poseidón en la mitología griega es la misma en el universo de DC Comics fuera del hecho de que él es el hermano de Zeus y Hades. 
Cuando Hombre Halcón estaba luchando contra las criaturas submarinas llamadas los Kogats, recibió ayuda de Poseidón que ayudó a destruirlos.
Con la ayuda de Proteus, Poseidón ve el futuro donde se interesa por Mera y planea hacerla su esposa. Proteus proporciona a Poseidón "vainas de tiempo" que le permiten viajar hacia adelante y hacia atrás en el tiempo. Cuando Poseidón secuestra a Mera, Aquaman roba una de las cápsulas de tiempo del dios olímpico y lo sigue. Zeus propone un concurso para recuperar una manzana de oro bajo el mar, con Mera yendo al ganador. A pesar de las trampas de Poseidón, Aquaman logra ganar el concurso. Enfurecido, Poseidón toma a Mera y huye al tiempo de Aquaman. Aquaman y Aqualad siguen con la ayuda de Zeus y salvan a Mera y Poseidón de una criatura berserk creada por Mera. Poseidón se compromete a enmendar sus caminos, y Aquaman le da una vaina con la que puede regresar a su era normal.
Después de que Ares fuera derrotada por la Mujer Maravilla, Poseidón estaba con los Dioses cuando se regocijaron. Con Mujer Maravilla muriendo por las heridas que sufrió en su lucha contra Ares, Zeus ordena a Poseidón que tome Mujer Maravilla bajo el agua para sanarla.
Zeus, Hades y Poseidón se encuentran sobre el cadáver de su padre y revisan su pacto. Ellos unirán fuerzas para construir un nuevo Olimpo.
Después de que Aquaman derrotó al hijo de Poseidón, Tritón, en combate, Poseidón decreta que la humillación de un Dios no es nada de lo que ningún mortal deba testificar. Entonces, como castigo, Poseidón ciega a Aquaman. Aquaman le dice a Poseidón que vaya al Infierno, pero Poseidón simplemente se ríe de él y desaparece.

### Los nuevos 52
En septiembre de 2011, con The New 52 DC reinició toda su continuidad. En esta nueva línea de tiempo, Poseidón se reintroduce cuando la Mujer Maravilla llega al río Támesis para una audiencia con él tras la desaparición de Zeus. Poseidón se le aparece a la Mujer Maravilla en la forma de una rana masiva, peluda y con tentáculos. Poseidón siente la sangre de Zeus en Diana y le advierte que su herencia no tiene ningún significado con la muerte de Zeus, y exige que ella se haga a un lado. Reconociendo el derecho de Poseidón a los cielos, Diana advierte que Hera ya los ha reclamado como suyos. Poseidón está enojado, levantándola por el cuello mientras los ciudadanos miran horrorizados desde el puente. Poseidón es escéptico de que Hera espera obtener el control de todo el Olimpo. Si es verdad, la hará arrodillarse ante él. El mundo se dividió entre los tres hermanos: mar, cielo e infierno. El resto eran restos dejados a los otros dioses. Ahora, él tiene el poder de destruir esos restos o dejarlos en paz. Corresponderá a los demás decidir qué quieren. Sin un rey, dice, Hera no tiene nada. La Mujer Maravilla no está progresando mucho con su trato con Poseidón mientras la empuja hacia el Puente de Londres. Cuando Lennox y Hades llegan donde están Mujer Maravilla y Poseidón, Mujer Maravilla hace su propuesta: que el Olimpo podría ser gobernado por el mar durante el día y el inframundo por la noche ... todo mientras comparten a la reina. El trato parece agradarle a ambos. Pero todo era una estrategia de Diana para molestar a Hera, el engaño en lugar de molestar a Poseidón le causa mucha gracia por lo que felicita a su sobrina por su audacia y coraje al atreverse a jugar con los dioses. En ese momento, Hera se acerca al grupo. Poseidón se divierte por el hecho de que Hera lo interpretó a él y a Hades como tontos. Poseidón considera esto como un error que no volverá a cometerse, tragándose el conjunto de los Primeros Nacidos.
Pero todo era una estrategia de Diana para molestar a Hera, el engaño en lugar de molestar a Poseidón le causa mucha gracia por lo que felicita a su sobrina por su audacia y coraje al atreverse a jugar con los dioses.
First Born se enfrenta después a Poseidón, quien lamenta la decisión de Zeus de permitir  vivir a First Born. Dentro del vientre de Poseidón, los Primogénitos y Cassandra encuentran su camino hacia el verdadero hogar de Poseidón, donde Poseidón le ofrece un trato. Él devolverá el arma del Primer Nacido y le permitirá adelantar al Monte Olimpo a cambio de dejar el mar y el Inframundo a sus gobernantes actuales. Naturalmente, el Primer Nacido se niega. Poseidón advierte que si el Primer Nacido lo mata allí, quedará atrapado para siempre dentro del cadáver del dios. Como tal, le corresponde hacer un trato. El trato se sellará en sangre, y el Primer nacido cortará su dedo, y mezclará su sangre con la de Poseidón. Con el acuerdo hecho, Poseidón advierte que el gobernante del Olimpo es ahora Apolo y que según una nueva profecía el último hijo de Zeus también compite con él por el trono y que este es protegido por la amazona, Mujer Maravilla. Después de dejar ir a los Primeros Nacidos, Poseidón y Hades observan que los dos enemigos que enfrentan los Primeros Nacidos son formidables. 
Apuestan por quien derrotará a First Born, Hades apoya a Mujer Maravilla mientras que él cree que será Apolo el que se lleve la victoria. Esta apuesta lo motiva a ir al cielo donde previene a Apolo de la amenaza que representa su vengativo hermano.
Poseidón ve la batalla entre Wonder Woman y First Born como su oportunidad para apoderarse del Olimpo pues ambos están débiles. Antes de ir al trono intenta apoderarse de Zeke, pues una profecía dice que él será el próximo rey, por lo que desea eliminar la amenaza. En ese momento recibe graves heridas por parte de Zola, la madre de Zeke y quien también es la reencarnación de Atenea, ante estos golpe no tiene más opción que huir.

## Poderes y habilidades de super ultra max poseidon
Al igual que los otros dioses olímpicos, además de superfuerza, supervelocidad e invulnerabilidad Poseidón también posee habilidades y capacidades como:
- Inmortalidad: Poseidón es inmune a los efectos del envejecimiento. No puede morir por ningún medio convencional y es inmune a todas las enfermedades e infecciones conocidas de la Tierra.
- Control del mar: como el Dios de los mares, Poseidón tiene un control omnipotente sobre todas las formas de agua. Puede controlar, crear y manipular el agua, como convertir un océano entero en un charco o crear tsunamis. Puede usar su control sobre el agua para crear poderosas explosiones de agua contra sus oponentes, teniendo además la capacidad de moverse a velocidades sobrehumanas mientras está en el agua y también puede moverse a velocidades sobrehumanas cuando está por fuera del agua o sea en toda la superficie
- Comunicación marina: Poseidón puede comunicarse con todas las criaturas marinas.[12]
- Cambio de forma tamaño: Poseidón puede crecer a gran tamaño.
- Manipulación del clima: a un nivel de poder menor que su hermano Zeus; Poseidón solo puede afectar el clima en áreas marítimas (como crear lluvias).[13][14]

### Equipamiento poseidonianio
El Tridente de Poseidón es un poderoso objeto mágico perteneciente al dios del mar, pero que posteriormente pasaría a manos de Aquaman luego de que este salvara la vida del Dios. Es capaz de controlar las grandes masas de agua, pudiendo desatar tempestades así como levantar tsunamis y poder dirigirlos, posee también la facultad de manipular el clima en el mar creando grandes tormentas.

## En otros medios

### Televisión
- Poseidón apareció en la serie animada Liga de la Justicia en el 15° episodio de la segunda temporada "Más Allá del Terror". El gobernante de una antigua Atlántida, el rey Poseidón luchó contra los demonios llamados los "Antiguos". Sabiendo que la única forma de vencerlos para siempre era reunir toda la energía mística en la Tierra, Poseidón reunió toda esta energía en un objeto místico llamado Tridente. Usando esta nueva arma, Poseidón obligó a los "Antiguos" a alejarse de la Tierra para siempre. A cambio de este nuevo poder, la Atlántida se hundió debajo de los mares ya que la energía mística que alguna vez la sostuvo ahora residía en el Tridente.

### Película
- Poseidón aparece en la película de DC Extended Universe, Wonder Woman, donde aparece representado en una historia contada por la reina Hippolyta a Diana, y Ares lo mató junto con Apollo, Artemis, Hades, Hestia y Zeus.